# Лещина Зибольда
Лещина Зибольда (лат. Corylus sieboldiana) — вид листопадных деревянистых кустарников рода Лещина (Corylus) семейства Берёзовые (Betulaceae).
Культивируется с 1904 года. Красива весной, когда молодые листья имеют посредине пурпурное пятно.

## Распространение и экология
В природе ареал вида охватывает Восточную Сибирь (Читинская область), Дальний Восток России, Корею, Японию и Китай (провинции Ганьсу, Хэбэй, Хэйлунцзян, Гирин, Ляонин, Шэньси, Шаньдун, Шаньси, Сычуань)..
Произрастает в горных лесах, на опушках и открытых склонах.

## Ботаническое описание
Крупный ветвистый кустарник высотой 2—5 м, с ветвями до 15 см в диаметре. Молодые побеги волосистые и иногда желёзистые; годовалые — с многочисленными хорошо заметными чечевичками.
Листья от эллиптических и продолговато-обратнояйцевидных до широко-обратнояйцевидных, длиной 5,3—13 см, шириной 3—8 см, с остриём, в основании округлые или едва сердцевидные, удвоенно-зубчатые и в верхней половине с лопастевидными зубцами, на опушённых и, нередко, железистых черешках длиной до 2 см.
Тычиночные серёжки длиной до 14 см, повислые, скучены по 2—5, с шелковистыми острыми чешуями.
Плоды по 1—4 вместе. Обёртка трубчатая, плотно обтягивающая орех и густо-буровато-щетинисто-волосистая, иногда с примесью железистых волосков, над орехом стянутая в почти гладкую или опушенную трубку, в два, иногда три раза превышающую орех и суживающуюся к концу, длиной 1—2,8 см. Орех овальный, бороздчатый, длиной 1—1,5 см.

## Классификация

### Таксономия
Вид Лещина Зибольда входит в род Лещина (Corylus) подсемейства Лещиновые (Coryloideae) семейства Берёзовые (Betulaceae) порядка Букоцветные (Fagales).
|  |                                      |  |                                                             |                                                             |                     |  | ещё 7 семейств (согласно Системе APG II) | ещё 7 семейств (согласно Системе APG II)                   |                                                            |  |  |  | ещё 3 рода   | ещё 3 рода          |  |  |
|  |                                      |  |                                                             |                                                             |                     |  | ещё 7 семейств (согласно Системе APG II) | ещё 7 семейств (согласно Системе APG II)                   |                                                            |  |  |  | ещё 3 рода   | ещё 3 рода          |  |  |
|  |                                      |  |                                                             | порядок Букоцветные                                         |                     |  |                                          |                                                            | подсемейство Лещиновые                                     |  |  |  |              | вид Лещина Зибольда |  |  |
|  |                                      |  |                                                             | порядок Букоцветные                                         |                     |  |                                          |                                                            | подсемейство Лещиновые                                     |  |  |  |              | вид Лещина Зибольда |  |  |
|  | отдел Цветковые, или Покрытосеменные |  |                                                             |                                                             | семейство Берёзовые |  |                                          |                                                            | род Лещина                                                 |  |  |  |              |                     |  |  |
|  | отдел Цветковые, или Покрытосеменные |  |                                                             |                                                             |                     |  |                                          |                                                            |                                                            |  |  |  |              |                     |  |  |
|  |                                      |  | ещё 44 порядка цветковых растений (согласно Системе APG II) | ещё 44 порядка цветковых растений (согласно Системе APG II) |                     |  |                                          | ещё одно подсемейство, Берёзовые (согласно Системе APG II) | ещё одно подсемейство, Берёзовые (согласно Системе APG II) |  |  |  | ещё 16 видов |                     |  |  |
|  |                                      |  |                                                             | ещё 44 порядка цветковых растений (согласно Системе APG II) |                     |  |                                          |                                                            | ещё одно подсемейство, Берёзовые (согласно Системе APG II) |  |  |  |              |                     |  |  |

### Представители
В рамках вида выделяют несколько разновидностей:
- Corylus sieboldiana var. brevirostris C.K.Schneid.
- Corylus sieboldiana var. mandshurica (Maxim.) C.K.Schneid. — Лещина маньчжурская

[syn.  Corylus mandshurica Maxim. basionym]
- Corylus sieboldiana var. sieboldiana